# Tregua olimpica
La tregua olimpica (ἐκεχερία) era vigente in tutta la Grecia per chiunque partecipasse alle grandi feste e ai giochi nazionali; in questo tempo cessavano tutte le inimicizie pubbliche e private, e nessuno poteva essere molestato, specialmente atleti e spettatori che dovessero attraversare territori nemici per recarsi ad Olimpia.

## Antichità
La tregua includeva solo gli Elleni, e vegliavano sulla sua attuazione gli organizzatori dei giochi olimpici, perlopiù gli abitanti di Elis o occasionalmente i loro rivali. Al contrario di quanto si favoleggia, la tregua non intendeva affatto sospendere tutte le guerre nell'Ellade, ma solo impedire ogni disturbo o ostacolo allo svolgimento dei giochi.
L'effettiva tenuta di tale tregua era affidata alla buona volontà, dato che non c'era una grande potenza a spalleggiare i Giochi, ma solo la relativamente piccola città di Elis, peraltro spesso in guerra con la vicina Pisa. Per di più il motivo del contendere era proprio il controllo sui giochi, che garantiva prestigio e profitti. Anche la vicinanza di Sparta, sebbene essa fosse la principale potenza interessata alle Olimpiadi non era sempre motivo di tranquillità; più di una volta gli arbitri Elei inflissero multe o addirittura interdissero gli spartani dai Giochi.
Il punto più basso nella solidità della tregua Olimpica si registra nel 364 a.C.: Senofonte, nelle sue Elleniche (Ἑλληνικά), VII, 4 riferisce che gli abitanti di Pisa si erano di nuovo assicurati il controllo e l'organizzazione dei giochi, quando, dopo le gare dei cocchi, durante la prova finale del pentathlon, apparvero gli Elei in armi con un vero e proprio esercito, completo di alleati Achei. Superata la sorpresa iniziale i Pisatidi radunarono tutte le truppe disponibili, tra cui i loro protettori politici arcadi, duemila opliti argivi e quattrocento cavalieri ateniesi. Si scatenò quindi una confusa battaglia nel ristretto spazio dell'Altis, presumibilmente già pieno di spettatori. Gli Elei superarono le prime resistenze e cercarono di dirigersi verso l'altare di fronte al tempio di Zeus, ma non poterono raggiungerlo a causa della resistenza sempre più accanita e dal fitto lancio di oggetti dai tetti delle costruzioni. La sera gli elei si ritirarono contando di attaccare ancora, ma durante la notte i difensori eressero forti palizzate smantellando i ricchi padiglioni eretti per l'occasione e il mattino dopo gli Elei decisero di rinunciare.

## Dichiarazione del Millennio
Dal 1992, in occasione di ogni Olimpiade, il Comitato Olimpico Internazionale chiede ufficialmente alla comunità internazionale (con il supporto dell'ONU) di osservare la tregua olimpica.
Il summit del Millennio, tenutosi a New York, nella sede delle Nazioni Unite, dal 6 all'8 settembre 2000, e che ha visto convenuti più di 150 capi di Stato e di governo, ha adottato la "Dichiarazione del Millennio" in cui è incluso un paragrafo sulla "Tregua olimpica".
Tale tregua è stata violata tre volte.